# مارتن هوتون
مارتن هوتون (بالإنجليزية: Martin Hutton)‏ هو لاعب كرة قدم ومدرب كرة قدم أمريكي، ولد في 21 يناير 1982 في نيو أورلينز في الولايات المتحدة. لعب مع سبورتينغ كانساس سيتي وهيوستن دينامو.

## وصلات خارجية
- مارتن هوتون على موقع قاعدة بيانات كرة القدم.إي يو (الإنجليزية)